# Hjördis Petterson
Hjördis Petterson, née le 17 octobre 1908 à Visby et morte le 27 mai 1988 à Stockholm, est une actrice suédoise de cinéma.
Elle a joué dans plus de 140 films.

## Filmographie partielle
- 1933 : Kanske en diktare de Lorens Marmstedt
- 1934 : Anderssonskans Kalle de Sigurd Wallén
- 1934 : Sången till henne d'Ivar Johansson
- 1941 : Lasse-Maja de Gunnar Olsson
- 1947 : L'Éternel Mirage d'Ingmar Bergman
- 1951 : Frånskild de Gustaf Molander
- 1952 : Trots de Gustaf Molander
- 1953 : I dimma dold de Lars-Eric Kjellgren
- 1956 : Lille Fridolf och jag de Torgny Anderberg
- 1956 : Une maison de poupée d'Anders Henrikson
- 1958 : Mademoiselle Avril de Göran Gentele
- 1965 : Kattorna de Henning Carlsen
- 1969 : Une passion d'Ingmar Bergman
- 1978 : Les Folles Aventures de Picasso de Tage Danielsson
- 1980 : Barnens ö de Kay Pollak